# Federico Valdez
Federico Valdez Calderón (* 6. Dezember 1957) ist ein peruanischer Badmintonspieler. 

## Karriere
Federico Valdez wurde 1977 erstmals peruanischer Meister. Bis 1998 gewann er insgesamt 29 nationale Titel. 1983, 1985 und 1989 nahm er an den Badminton-Weltmeisterschaften teil. 1984 gewann er zwei Titel bei den Südamerikameisterschaften.

## Sportliche Erfolge
| Saison | Veranstaltung           | Disziplin    | Platz | Name                                     |
| ------ | ----------------------- | ------------ | ----- | ---------------------------------------- |
| 1977   | Peru: Meisterschaft     | Mixed        | 1     | Federico Valdez / Finita Salazar         |
| 1977   | Peru: Meisterschaft     | Herrendoppel | 1     | Federico Valdez / Germán Valdez          |
| 1978   | Peru: Meisterschaft     | Herreneinzel | 1     | Federico Valdez                          |
| 1978   | Peru: Meisterschaft     | Herrendoppel | 1     | Federico Valdez / Germán Valdez          |
| 1978   | Peru: Meisterschaft     | Mixed        | 1     | Federico Valdez / Finita Salazar         |
| 1980   | Peru: Meisterschaft     | Herreneinzel | 1     | Federico Valdez                          |
| 1980   | Peru: Meisterschaft     | Herrendoppel | 1     | Federico Valdez / Germán Valdez          |
| 1980   | Peru: Meisterschaft     | Mixed        | 1     | Federico Valdez / Ofelia de Telge        |
| 1981   | Peru: Meisterschaft     | Herrendoppel | 1     | Federico Valdez / Germán Valdez          |
| 1981   | Peru: Meisterschaft     | Mixed        | 1     | Federico Valdez / Eliana Schroder        |
| 1982   | Peru: Meisterschaft     | Herrendoppel | 1     | Federico Valdez / Germán Valdez          |
| 1982   | Peru: Meisterschaft     | Herreneinzel | 1     | Federico Valdez                          |
| 1983   | Peru: Meisterschaft     | Herreneinzel | 1     | Federico Valdez                          |
| 1983   | Peru: Meisterschaft     | Herrendoppel | 1     | Federico Valdez / Germán Valdez          |
| 1983   | Peru: Meisterschaft     | Mixed        | 1     | Federico Valdez / Silvia Jiménez         |
| 1983   | Weltmeisterschaft       | Herrendoppel | 17    | Federico Valdez / Armando del Carpio     |
| 1984   | Südamerikameisterschaft | Herreneinzel | 1     | Federico Valdez                          |
| 1984   | Südamerikameisterschaft | Herrendoppel | 1     | Federico Valdez / Germán Valdez          |
| 1984   | Peru: Meisterschaft     | Herreneinzel | 1     | Federico Valdez                          |
| 1984   | Peru: Meisterschaft     | Mixed        | 1     | Federico Valdez / Silvia Jiménez         |
| 1985   | Peru: Meisterschaft     | Mixed        | 1     | Federico Valdez / Silvia Jiménez         |
| 1986   | Peru: Meisterschaft     | Herrendoppel | 1     | Federico Valdez / Germán Valdez          |
| 1987   | Peru: Meisterschaft     | Mixed        | 1     | Federico Valdez / Gloria Jiménez         |
| 1987   | Peru: Meisterschaft     | Herrendoppel | 1     | Federico Valdez / Gustavo Salazar        |
| 1988   | Peru: Meisterschaft     | Mixed        | 1     | Federico Valdez / Gloria Jiménez         |
| 1988   | Peru: Meisterschaft     | Herrendoppel | 1     | Federico Valdez / Gustavo Salazar        |
| 1989   | Peru: Meisterschaft     | Herrendoppel | 1     | Federico Valdez / Gustavo Salazar        |
| 1990   | Peru: Meisterschaft     | Herrendoppel | 1     | Federico Valdez / José Antonio Iturriaga |
| 1990   | Peru: Meisterschaft     | Mixed        | 1     | Federico Valdez / Gloria Jiménez         |
| 1991   | Peru: Meisterschaft     | Herrendoppel | 1     | Federico Valdez / José Antonio Iturriaga |
| 1993   | Peru: Meisterschaft     | Mixed        | 1     | Federico Valdez / Teresa Montero         |
| 1996   | Brazil International    | Herrendoppel | 1     | Mario Carulla / Federico Valdez          |
| 1997   | Argentina International | Herrendoppel | 1     | Mario Carulla / Federico Valdez          |
| 1998   | Peru: Meisterschaft     | Herrendoppel | 1     | Federico Valdez / José Antonio Iturriaga |